# Ganzseitenumbruch
Ganzseitenumbruch im weiteren Sinne beschreibt den Vorgang, bei dem einzelne Bestandteile (Texte, Bilder, Grafiken, fertige Anzeigen usw.) zu einzelnen oder mehreren vollständigen Zeitungs-, Illustrierten-, Buch- oder anderen Drucksachenseiten zusammengefügt werden.

## Entwicklung
Die Entwicklung dieses Verfahrens lässt sich ungefähr in folgende Phasen unterteilen:
- die Ausführung im Bleisatz, bezeichnet als Mettage
- die Montage von Film- oder Papierteilen, die die später im Druck wiederzugebenden Bild- und Textbestandteile in reproduzierbarer Form wiedergaben (Herstellung der Druckform meistens für den Offsetdruck), bezeichnet als Film- oder Papiermontage (seit etwa 1950 bis 1990, in kleineren Druckereien bis heute)
- der elektronische Ganzseitenumbruch, erst im Fotosatz (bis ca. 1990), seit 1985 im Desktop-Publishing.

Wie die Jahresangaben belegen, besteht eine Parallelität in der Nutzung der unterschiedlichen Techniken. So war der Fotosatz zu Anfang seiner technischen Entwicklung Vorstufe zur Filmmontage und die Herstellung von Kunststoffklischees wiederum Vorstufe zum mit der Mettage verbundenen Hochdruck. Abhängig war dies von der Größe und Investitionsfähigkeit des einzelnen Betriebes sowie dem mit jeweils neuen Techniken vertraut zu machenden Personal in der Druckvorstufe.
Heute findet der Ganzseitenumbruch fast ausschließlich unter Nutzung des Desktop-Publishing, in großen Druckbetrieben und Verlagen auch mittels Redaktionssystemen statt. Hervorzuheben ist das rein digitale Handling der Seitenbestandteile am Bildschirm und die Übertragung sowohl der Ausgangsprodukte (Texte, Bild- und Grafikdaten) als auch des Endprodukts (gestaltete Seite) mittels Datenfernübertragung zum Druck.
Wichtig wird zunehmend die Verwaltung und Kompatibilität gestalteter und unterschiedlicher Datenformate, ihre Prüfung und automatische Umwandlung zur Verwendung für verschiedene Ausgabemedien wie Druck, Internet und Mobiltelefonie.